# Terrain multisports
 (octobre 2019).
Si vous disposez d'ouvrages ou d'articles de référence ou si vous connaissez des sites web de qualité traitant du thème abordé ici, merci de compléter l'article en donnant les références utiles à sa vérifiabilité et en les liant à la section « Notes et références ».
 (octobre 2018).

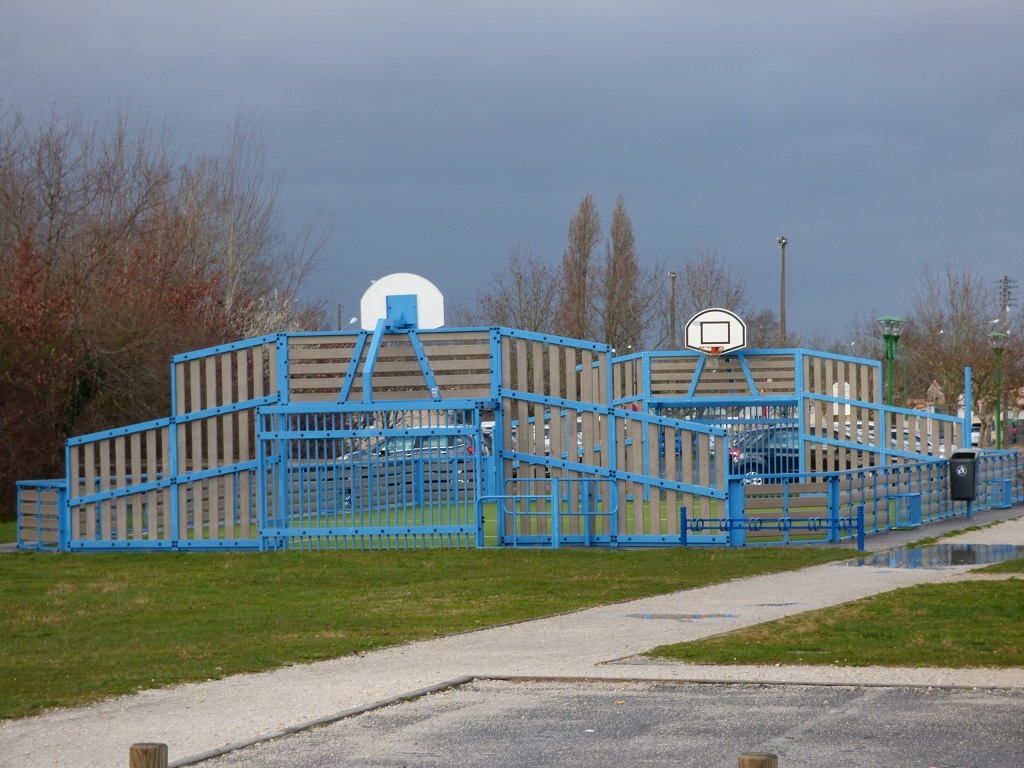
Terrain multisport de Sainte-Hélène.

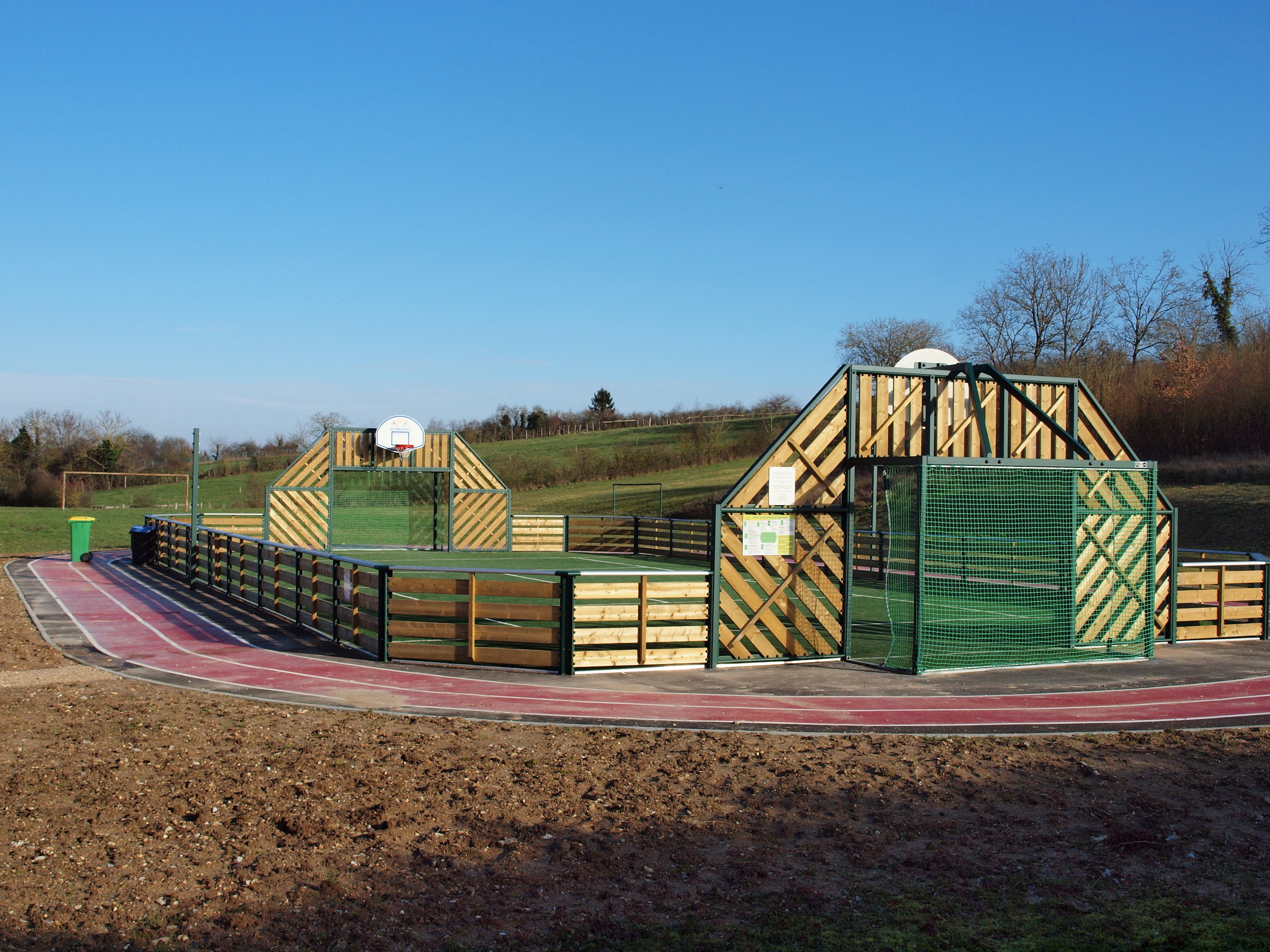
Terrain multisport et sa clôture, en contexte peu urbanisé. Modèle de la société Agorespace©.

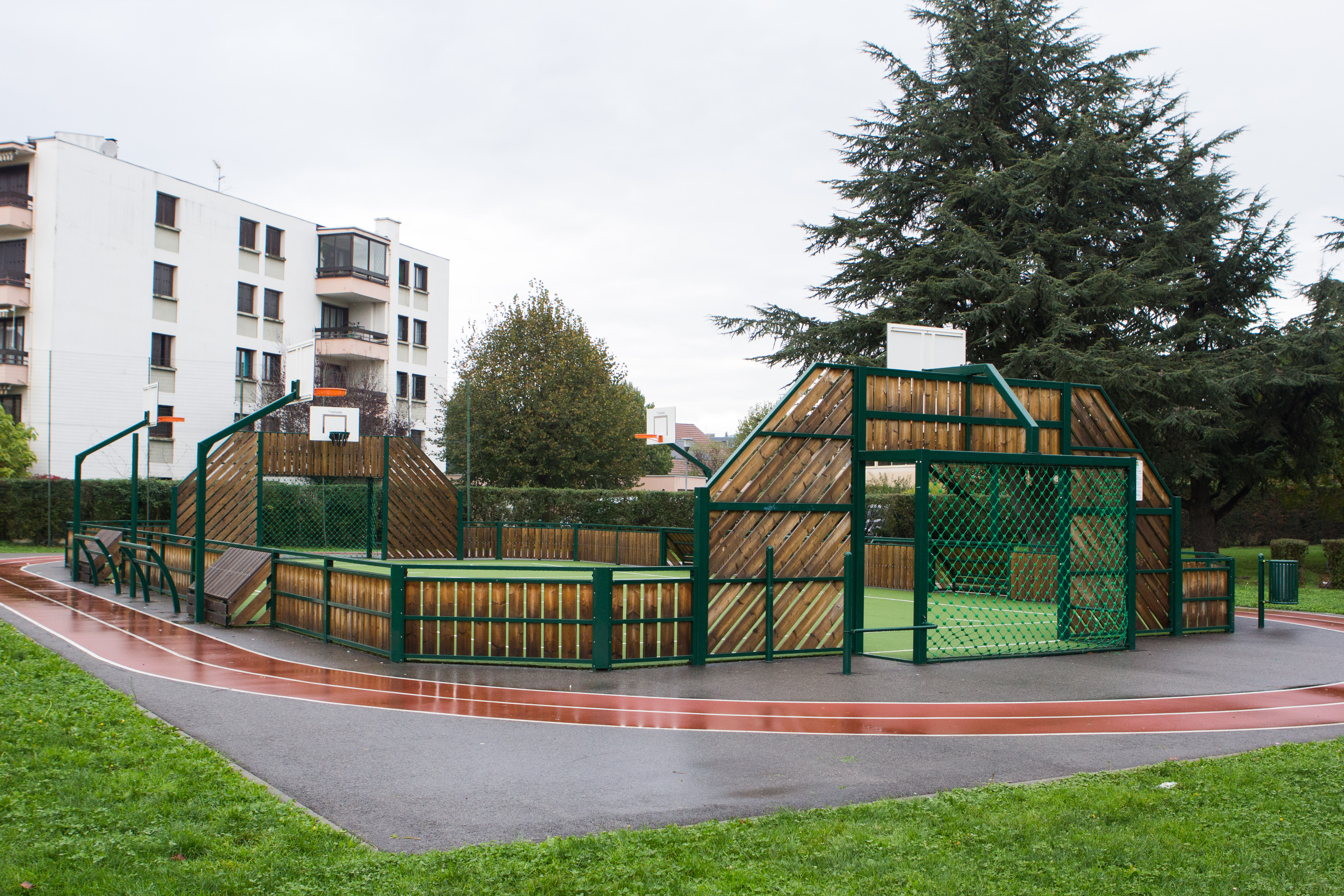
Terrain multisport en contexte plus urbain. Modèle de la société Agorespace©.

Un terrain multisports, ou plateau multisports, aussi dénommé city stade (marque déposée), désigne un terrain de jeux de ballons ou autres, extérieur et clôturé. Il comprend plusieurs frontons - deux, quatre ou plus - dans lesquels sont intégrés deux buts multisports, deux paniers de basket-ball et un filet central amovible, réglable en hauteur, à fixer entre deux poteaux se faisant face, en milieu de terrain, et de palissades latérales basses. Les surfaces de ce type de terrain varient selon les besoins. Les dimensions les plus souvent présentes sont 18 × 10 m, 24 × 12 m, 30 × 15 m et 40 × 20 m.

## Historique
C'est à Bertrand de Blonay, citoyen suisse, journaliste sportif puis éditeur, que l'on doit le concept du premier « terrain multisports » dit « de proximité »[réf. souhaitée].   
L'idée lui est venue à Genève en 1988[réf. souhaitée]. Il constate que tous les terrains vagues de son enfance étaient aujourd'hui bétonnés et que, de ce fait, les jeunes n'avaient plus, proche de leurs lieux de vie, que la rue pour s'exprimer par le geste ludique ou sportif[réf. souhaitée].   
Il s'est par la suite associé à Jean-Michel Kaskosz, un entrepreneur français, pour donner vie à Agorespace. Cette société est considérée comme la créatrice du terrain multisports (ou city-stade). Le premier terrain multisport voit le jour le 24 décembre 1990, à Evian (Haute-Savoie), après près d'un an de développement, auquel ont participé Jean-Paul Forax, architecte français, et Pierre Mollard, PDG d'une serrurerie industrielle.  
La société Agorespace existe encore : elle est aujourd'hui la seule entreprise spécialisée dans les terrains multisports et occupe la première place sur ce marché depuis près de 35 ans. 
Dans les années qui ont suivi, de nombreuses sociétés ont repris cette idée pour développer leurs propres équipements multisports, en plus de leurs produits historiques : Casal Sport, Transalp, Husson Collectivités, Teensport, Metalu Plast, Hags, Tennis d'Aquitaine, Kompan, Kamma Sport, Sport Nature, Linky Sport.
Les terrains multisports sont souvent désignés par l'expression city stade (traduction littérale de l'anglais : « stade de ville »)[réf. souhaitée], ou bien de façon abrégée city, mais également par le nom de l'aménagement utilisé par ses utilisateurs et/ou ses promoteurs, dont celui qui en a déposé la marque. Dans les années 2000, on a aussi parlé d'« Agorespace » (devenu une antonomase), par exemple, et ensuite d'éco-sport, puis de mini-stade.

## Usage
Selon leur configuration et les équipements disposés sur le terrain multisports, diverses activités sportives peuvent être pratiquées, comme : le football, le handball, le basket-ball, le volley-ball, le tennis, le badminton, le tennis-ballon et le hockey sur gazon. Les activités les plus fréquemment pratiquées sur les terrains multisports, en Europe, sont le football et le basket-ball. Les terrains multisports sont aussi un lieu social de rencontres entre les jeunes.
Le terrain multisports peut être public (terrain en accès libre, acquis et géré par une collectivité), public à accès restreint (campus universitaire, caserne) ou privé (particulier, camping, société). Ils sont de plus en plus souvent équipés d'un accès sélectif laissant passer les piétons et les personnes à mobilité réduite, mais pas les deux-roues.

## Dimensions
La dimension la plus fréquente est 12 × 24 m. D'autres dimensions existent, selon les fabricants et les demandes des gestionnaires.
La largeur ou la longueur sont souvent un multiple de 4 m. La raison en est que les terrains sont souvent équipés de gazon synthétique produit en rouleaux de 4 m de large. Cela permet de limiter les chutes de matériaux.

## Matériaux de fabrication
Généralement, un terrain multisports est une juxtaposition de poteaux porteurs, scellés dans le sol ou fixés sur platines, avec un remplissage par des éléments permettant de clore l'espace (planches, profilés, grilles, panneaux). La structure peut être en bois, en acier, en aluminium ou en inox.
Un plateau multisports est la plupart du temps installé sur un sol artificiel. Il s'agira, par exemple, d'un sol damé, stabilisé et asphalté, ou d'une dalle en béton armé, en béton poreux ou en enrobé bitumeux, ou encore d'une grave drainante. Généralement, un revêtement adapté aux sports y est installé, par exemple : un gazon synthétique d'épaisseur 20 mm, sablé ou pur ; une couche de résine synthétique acrylique, une couche de peinture routière ; ou il peut encore s'agir d'un sol caoutchouteux amortissant (moins bruyant).

## Réduction des nuisances sonores
Les éléments permettant la réduction des nuisances sonores varient selon les contextes, en fonction des exigences du commanditaire notamment, et diffèrent selon les marques.
On utilise parfois, et par exemple, les moyens suivants :
- Silentblocs ;
- Raidisseurs de panneaux ;
- Remplissage des profilés aluminium avec du sable ;
- Sol souple.

## Choix du lieu d'implantation et des heures d'ouverture
Le choix de l'implantation d'un stade multisports est déterminant pour sa durabilité : éviter le couvert arboré dense (cf. feuilles mortes, bio salissures…), les zones inondables, les zones surexposées aux canicules, les zones polluées, la proximité de certains habitats naturels protégés et/ou d'espèces protégées, vulnérables ou menacées par la proximité d'activités bruyantes. 
Le bruit et, parfois les incivilités des usagers, et/ou en raison des heures inadéquates d'utilisation (incompatibles avec les besoins de tranquillité du voisinage) sont le grief le plus courant à l'égard de ces aménagements.
Pour limiter ce problème, les collectivités mettent habituellement en place un règlement comportant quelques règles de bon sens et la gestion des horaires d'utilisation. Mais le principal reste le choix d'un bon emplacement.

## Normes et contrôle en France
En France, un terrain multisports doit répondre à la norme NF-EN 15312 (équipements sportifs en accès libre). Certains fabricants proposent également la conformité à la norme NF-EN 1176 (jeux pour enfants).
Le décret no 96-495 du 4 avril 1996 oblige l'installateur à la fourniture d'un rapport d'essai de charges et le gestionnaire à renouveler cet essai tous les deux ans, sans toutefois être très précis sur ce point.